# 堀江慶
堀江 慶（ほりえ けい、1978年10月4日 - ）は、日本の映画監督、プロデューサー、演出家、脚本家、元俳優。東京都世田谷区出身。
2017年10月4日より、監督名も本名の堀江 邦幸（ほりえ くにゆき）名義を使用している。

## 略歴
日本大学鶴ヶ丘高等学校、日本大学芸術学部映画学科監督コース卒業。
かつては劇団東京乾電池に所属していたこともある。
母がオペラ歌手だったこともあり、週末にはオペラや演劇を観に行ったりしていた。その時に演じていることが大袈裟に感じてしまい、幼心なりに「きっと将来この世界に入るだろう」とは思いながら常にリアルなもののほうに興味をもっていた。漠然と「親とは違うことをして違う道を開拓しよう」、「リアルな題材こそ、もっとリアルな一般のお客さんに向けて発信するべきだ」と思っており、中学生の頃には「映画監督になろう」と決める。
イメージでも自主映画を撮ることくらいしか思いつず、高校に進学後、「興味が半分と現場を知るにはいいかもしれない」と思い、芸能事務所のオーディションに応募し、1997年には、『ねらわれた学園』で俳優・役者としてデビューをしている。その後、日本大学芸術学部では自主映画製作団体 CORNFLAKESを創設しており、仲間とともに映画製作に没頭する傍ら、俳優として『透明少女エア』などのドラマ出演などのキャリアを着実に重ねている。特に有名な活動として、1999年にはバラエティ番組である『あいのり』に初代メンバーの一人・「ホリー」として出演している。
俳優としては2001年に、スーパー戦隊シリーズ『百獣戦隊ガオレンジャー』にて鷲尾岳 / ガオイエロー 役にメインキャストして抜擢されている。東海テレビの昼ドラ『愛のソレア』で荻野目慶子との愛憎劇にも挑戦するなど、俳優と監督業を兼ねていた時期もあったが、26歳の時に演出業に専念することを決意した。
その後は『渋谷怪談』、出世作となった『ベロニカは死ぬことにした』などの商業映画作品の監督を務める一方さらにはプロモーションビデオやゲームCGの監督や舞台の演出も手がけるなど活発な活動を続けている。
2006年、プロデュース演劇ユニット　劇団CORNFLAKESを旗揚げする。CORNFLAKES（コーンフレークス）とは学生時代の自主映画サークルから名前を取ったものである。
2010年2月、本格始動としてオリジナル作品の制作母体として演劇・CG・映像製作会社、株式会社 CORNFLAKESを設立。
現在は代表取締役として渋谷にオフィスを構える。会社が関わる作品ではプロデューサー業務を兼ねることが多い。

## 人物
- 初めての映画は祖父に連れられて観た黒澤明監督の『乱』。自分で見たいと思って観に行った映画は『ロッキー4/炎の友情』。大人になった今でも発想が自由でいいなと思う作品は、押井守監督の『うる星やつら2 ビューティフル・ドリーマー』[10]。
- 『ガオレンジャー』では、役作りのために髪を金色に染めており、当時はその撮影の傍ら、映画監督としての長編デビュー作品『グローウィン グローウィン』（日大芸術学部の卒業制作作品でもあった）の編集作業を行っていた。同作品の公開と同時に新世代の映画監督としても注目を集めるようになった。

## 主な監督・演出作品

### 長編映画
- グローウィン グローウィン（2002年） - 脚本・出演兼任[11]
- 渋谷怪談（2003年）
- 渋谷怪談2（2003年）
- 星砂の島、私の島（2004年）
- キスとキズ（2004年）
- 誰が心にも龍は眠る（2005年） - 脚本兼任
- 全身と小指（2005年） - 脚本兼任
- ベロニカは死ぬことにした（2006年）
- 真夜中の少女たち（2006年） - 監督1・4話 / 脚本1・3・4話 / 総合監修兼任
- いつかの君へ（2007年） - 脚本兼任
- 刺青 背負う女（2009年） - 脚本兼任
- ローカルボーイズ!（2010年） - 脚本兼任
- センチメンタルヤスコ（2012年） - 脚本兼任
- 空の境界（2013年） - 脚本兼任
- 忘れないと誓ったぼくがいた（2015年） - 脚本兼任
- フェイクアウト！（2025年6月20日公開予定）[12]

### 短編映画
- CORNFLAKES
- 缶コーヒーな男たち
- 8・15〜ハッテンイチゴウ〜[13]
- ストロベリーフィールド
- 『引き刑事』〜刑事まつり〜
- こんな夢を見た
- マジックそのまま（金子昇PVより）
- 24マイワールド（弓削智久PVより）
- NIGIRI（握り）
- BLUE BIRD（日本香港合作映画）
- ジョン☆

### テレビドラマ
- ハッピーゴーゴー（2002年、CX） - 脚本・演出
- 東京美人（2002年、CX） - 脚本・演出
- 怪談新耳袋 2nd 〜現場調書〜頼んだで〜開けちゃだめ〜（2003年、BS-TBS） - 脚本・演出
- 演技者。<蝿取り紙>（2003年、CX） - 演出
- エイプリルフール「68Films」（2003年、BS-TBS） - 演出
- 夫婦スパイ〜新井薬師ラーメン戦争〜 「スパイ道」より（2004年、BS-TBS） - 演出
- 美味學院（2007年、TX） - 演出
- 音女 「広がっているオトメ」「出勤前のオトメ」「弾けるオトメ」「空飛ぶオトメ」「消化するオトメ」（2008年、ANB） - 演出
- 東京少女真野恵里菜 第2話「さよならお父さん」（2009年2月14日、BS-TBS） - 演出
- 恋する星座 第4・5・6話（2009年、TBSオリジナルネットドラマ） - 演出
- bump.y 第2・5・7・10話（2010年、TBSオリジナルネットドラマ） - 演出
- あぽやん〜走る国際空港（2013年、TBS） - 演出
- マネーの天使〜あなたのお金、取り戻します!〜（2016年、NTV） - 演出

### 演劇
- 世紀末三人姉妹（2004年4月24日 - 5月8日、東京芸術劇場小ホール2 / 大阪メルパルクホール） - 出演兼任
- 桜SAKURAサクラ 第一幕『鬼桜』（2009年3月25日 - 31日、吉祥寺前進座劇場）
- 人生はショータイム!（2010年9月30日 - 10月7日、全労済ホール スペース・ゼロ）
- 銀河英雄伝説 第一章（2011年1月7日 - 16日、青山劇場）
- マルガリータ〜戦国の天使たち〜（2014年9月27日 - 10月5日、EX THEATER ROPPONGI）
- ダンガンロンパ THE STAGE 〜希望の学園と絶望の高校生〜（2014年10月29日 - 11月3日、日本青年館大ホール）
- 一週間フレンズ。（2014年11月14日 - 24日、CBGKシブゲキ!!）
- スーパーダンガンロンパ2 THE STAGE 〜さよなら絶望学園〜（2015年12月3日 - 13日、Zeppブルーシアター六本木）
- ダンガンロンパ THE STAGE 〜希望の学園と絶望の高校生〜 2016（2016年6月16日 - 7月16日、Zeppブルーシアター六本木 / 東海市芸術劇場 / サンケイホールブリーゼ / 横浜関内ホール）
- スーパーダンガンロンパ2 THE STAGE 〜さよなら絶望学園〜2017（2017年3月26日 - 4月2日、Zeppブルーシアター六本木 / 森ノ宮ピロティホール）
- ダンガンロンパ3 THE STAGE 2018 〜The End of 希望ヶ峰学園～（2018年7月20日 - 8月13日、サンシャイン劇場 / 森ノ宮ピロティホール / ヒューリックホール東京）

主宰劇団CORNFLAKES公演（全て作・演出）
- センチメンタルヤスコ（2006年7月15日 - 23日、東京芸術劇場小ホール2）
  - 再演（2009年6月23日 - 7月1日、笹塚ファクトリー）
- 空飛ぶジョンと萬次郎（2007年1月7日 - 14日、東京芸術劇場小ホール2）
- 体感季節（2007年11月17日 - 25日、東京芸術劇場小ホール2）
  - 再演（2012年5月24日 - 29日、中目黒キンケロシアター）
- 博士と太郎の異常な愛情（2008年9月26日 - 10月5日、東京芸術劇場小ホール2）
  - 再演（2013年7月24日 - 30日、俳優座劇場）
- しあわせになりたい（2009年9月22日 - 27日、新宿SPACE107）
- 青面獣楊志（2010年6月23日 - 27日、中目黒キンケロシアター）
- 雷神-RAIJIN-（2012年7月27日 - 31日、俳優座劇場）

### ゲームCG
- 真・三國無双6（2011年） - CG監督
- FabStyle（2012年） - CG監督
- 戦国無双4（2014年） - シナリオ監修・CG総監督
- 真・三國無双7Empires（2014年） - OP監督
- 戦国無双4-II（2015年） - シナリオ監修・CG総監督
- 仁王2 DLC(2021年）-CG監督
- 刀剣乱舞無双（2022年）-シナリオ監修・CG総監督

### PV
- はやぶさジョーンズ「だけだけど」（2002年）
- Electrical LOVERS「キラ☆キラ」（2003年）
- mihimaru GT with SOFFet「スキナツ」（2008年）
- SOFFet with mihimaru GT「泣き夏」（2008年）

## プロデュース

### 映画
- 17才（2002年、木下ほうか監督）
- 真夜中の少女たち（2006年、共同監督：佐伯竜一）
- FROG（2007年、長久允監督、CORNFLAKES）
- 茜さす部屋（2008年、星崎久美子監督、CORNFLAKES）
- ブーケガルニ（2008年、波多野純平監督、CORNFLAKES）
- サンシャインデイズ（2008年、喜多一郎監督） - 劇場版・TV版全話シリーズ構成
- あぁ...閣議（2012年、郷力大也監督、よしもとクリエイティブエージェンシー）

## 出演

### テレビドラマ（出演）
- 透明少女エア（1998年2月21日 - 3月28日、テレビ朝日） - 春日井涼太 役
- 腕まくり看護婦物語10〜婦長旋風編〜（2000年9月29日、フジテレビ） - 研修医・水原城太郎 役
- オヤジぃ。 第2話（2000年10月15日、TBS）
- 百獣戦隊ガオレンジャー（2001年2月18日 - 2002年2月10日、テレビ朝日） - 鷲尾岳 / ガオイエロー 役
- 愛のソレア 第19 - 最終話（2004年10月22日 - 12月29日、東海テレビ） - 尾崎恭一 役
- ホームドラマ!（2004年4月16日 - 6月25日、TBS） - 遠山高志 役
- 密会の宿シリーズ（テレビ東京）
  - 女と指輪の殺人（2004年6月9日）
  - 京都・箱根・鎌倉不倫カップル連続失踪殺人事件（2005年8月10日）
  - 不倫同窓会殺人事件（2006年5月31日）
  - 北鎌倉・年の差不倫殺人事件（2007年9月12日） - 山越亮介 役
- 超高層マンションの妻 殺人来訪者（2008年、テレビ東京） - 小川刑事 役

### 映画（出演）
- ねらわれた学園 THE MESSIAH FROM THE FUTURE（1997年3月8日、ギャガ）※デビュー作
- ガメラ3 邪神覚醒（1999年3月6日、東宝） - 日野原繁樹 役
- 劇場版 百獣戦隊ガオレンジャー 火の山、吼える（2001年9月22日、東映） - 鷲尾岳 / ガオイエロー 役
- 呪怨2（2003年8月23日、ザナドゥー / 東京テアトル） - 山下典孝 役
- パッチギ! LOVE&PEACE（2007年5月19日、シネカノン）

### オリジナルビデオ
- スーパー戦隊シリーズ - 鷲尾岳 / ガオイエロー 役
  - 百獣戦隊ガオレンジャー スーパービデオ 対決!ガオレンジャーVSガオシルバー 炎のピヨちゃんたんじょう!（2001年、講談社）
  - 百獣戦隊ガオレンジャーVSスーパー戦隊（2001年、東映ビデオ）
  - 忍風戦隊ハリケンジャーVSガオレンジャー（2003年、東映ビデオ）

## 脚本

### 映画（脚本）
- 星砂の島、私の島〜アイランド・ドリーミン〜（2004年） - 出演兼任
- もうすぐ春（2005年）
- ライフ・オン・ザ・ロングボード（2005年）
- 劇場版サンシャインデイズ（2008年）